# Ravanica
Ravanica (srbsko Раваница) je samostan Srbske pravoslavne cerkve v hribovju Kučaj  pri Ćupriji v osrednji Srbiji. Samostan je leta 1375-1377 kot  nadarbino zgradil srbski knez Lazar Hrebeljanović, ki je tam tudi pokopan. 
Samostanska cerkev je rojstni kraj nove umetniške struje, zaradi arhitekturnih in umetniških značilnostih znane kot "moravska šola". Cerkev ima značilnosti cerkva na Atosu in obliko grškega križa s petimi kupolami in je postala standard v času kralja Milutina.
Ravanica je  je bila leta 1979 razglašena za  kulturni spomenik izjemnega pomena in je pod zaščito Republike Srbije.

## Zgodovina
Ravanica je nadarbina slavnega srbskega kneza Lazarja, ki je bil po smrti v bitki na Kosovskem polju leta 1389 pokopan v samostanski cerkvi. Ravanica je od takrat pomembno romarsko in kulturno središče.  Samostan so večkrat napadli in opustošili Osmanski Turki (1386, 1398 in 1436). Po drugem obleganju Dunaja leta 1683 je bilo ubitih več menihov. Preživeli menihi so pred osmansko ofenzivo leta 1690 pobegnili in s seboj odnesli posmrtne ostanke kanoniziranega kneza Lazarja. Edini preživeli menih, učitelj Stefan, se je leta 1717 vrnil v Ravanico,  ki je bila izropana in povsem porušena. S pomočjo domačinov je obnovil samostan in zgradil nov narteks. Samostan je doživel več napadov tudi med srbsko vstajo na začetku 19. stoletja. Obnova samostana se je začela sredi 19. stoletja. Med drugo svetovno vojno so samostan oskrunili in poškodovali Nemci. Arhimandrita Makarija so aretirali, mučili in 24. februarja 1943 ubili.

## Arhitektura
Samostan,  posvečen Jezusovemu vstajenju, je bil utrjen z močnim obzidjem s sedmimi stolpi. Del obzidja in stolpov je ohranjen. Cerkev je prvi spomenik moravske šole srbske srednjeveške umetnosti. Tloris cerkve ima obliko triperesne deteljice z deveterokotno kupolo na sredini in manjšimi osmerokotnimi kupolami nad stranskimi okni. Cerkev ima 62 oken. Zgrajena je v ponavljajočih se slojih kamna in treh slojev opeke. Oboki oken  so okrašeni s keramičnimi geometrični vzorci, rastlinskimi, živalskimi in človeškimi motivi,  ki dajejo cerkvi zanimiv videz.

## Freske
Fresk niso naslikali istočasno isti umetniki. Naslikane so bile od leta 1385 do 1387. Osrednji del fresk, ki imajo tudi največjo umetniško vrednost, sta naslikala dva umetnika. Eden od njiju je bil Konstantin, podpisan na  na freski vojščaka svetnika. Med omembe vredne spadajo tudi freske apostolov, čaščenje jagnjeta v oltarni apsidi in ciklus praznikov. Ktitorjeva slika je bila kasneje obnovljena, freska Lazarjeve smrti pa je bila naslikana kasneje. V cerkvi sta tudi portreta princese Milice in njenih sinov Vuka in Stefana Lazarevića.

## Sklica
1. ↑  "Ravanica". National tourism organization of Serbia. Arhivirano iz izvirnika 23. oktobra 2014. Pridobljeno  23. oktobra 2014.
2. ↑  Jednodnevni Izleti, Resavska Pećina-Ravanica i Manasija.